# Edith Granström
Edith Maria von Knaffl-Granström (folkbokförd Knaffl Lenz von Fohnsdorf), född 24 augusti 1884 i Bergvik, Hälsingland, död 10 maj 1956 i Stockholm, var en svensk konstnär.
Hon var dotter till disponenten Carl Evald Granström och Emilia Augusta (Emmy) Wolff. Från 1911 var hon gift med den österrikiske vetenskapsmannen professor Erich Knaffl-Lenz von Fohnsdorf (1880-1962) och bosatta i Wien, förutom 1920-1921 då de bodde i Stockholm och maken arbetade som amanuens för professor Svante Arrhenius vid Vetenskapsakademiens Nobelinstitut.  Äktenskapet var barnlöst och 1934 separerade hon från maken (äktenskapet upplöst 1949). Hon återvände till Sverige vid separationen och var därefter fram till sin död bosatt i Stockholm där hon sunder flera år bedrev målarskola i egen regi i sin ateljé och bostad på David Bagares gata 9-11 på Norrmalm.
Hon studerade först vid Tekniska skolan och därefter 1902-1903 vid Althins målarskola i Stockholm, för att sedan bege sig till Tyskland där hon 1904-1906 studerade för professor Angelo Jank i München och Julius Exter i Chiemsee. 1908-1909 studerade hon för konstnärerna Albert Besnard och Lucien Simon i Paris, och efter flytten till Wien för den där verksamme schweizaren Johannes Itten 1917-1919, vars färg- och formlära gjorde ett stort intryck på henne. Under tiden i Wien kom hon i kontakt med antroposofin och waldorfpedagogiken, och hon blev anlitad som föreläsare av Svenska Waldorfskoleföreningen och som lärare i målning vid deras pedagogiska sommarkurs 1933.
Debututställningen skedde 1909 med "Fyra unga målares utsällning" i Gävle stadshus tillsammans med bland andra Leander Engström. Separat ställde hon ut första gången 1910 i Söderhamn och därefter bland annat 1915 på Gummesons konsthall och 1942 på C. M. Holmquists konstsalong i Stockholm, samt i Schweiz, Helsingfors, Köpenhamn, Sundsvall och på Hallands museum. Hon medverkade i samlingsutställningar med Föreningen Svenska Konstnärinnor, bland annat i Wien 1913 och på Liljevalchs i Stockholm 1917. Hon deltog också på Baltiska utstlällningen i Malmö 1914 och på världsutställningen i San Francisco 1915, där hennes måleri belönades med en silvermedalj.
Hennes tidiga konst består av landskapsmålningar och stadsmotiv hämtade från Norrland och från olika delar av Eurupa, bland annat Estland, Finland, Österrike och Dalmatien, medan hennes senare konstverk består av naturalistiska studier och målningar med kubistiska och expressionistiska inslag utförda i akvarell eller pastell.  
Knaffl-Granström är representerad vid Gävle museum, Hudiksvalls museum och Örebro läns museum.